# Liste der Kulturdenkmale in Stedesand
In der Liste der Kulturdenkmale in Stedesand sind alle Kulturdenkmale der schleswig-holsteinischen Gemeinde Stedesand (Kreis Nordfriesland) und ihrer Ortsteile aufgelistet (Stand: 14. April 2025).

## Legende
In den Spalten befinden sich folgende Informationen:
- Objekt-ID: die Nummer des Kulturdenkmales
- Lage: die Adresse des Kulturdenkmales und die geographischen Koordinaten. Kartenansicht, um Koordinaten zu setzen. In der Kartenansicht sind Kulturdenkmale ohne Koordinaten mit einem roten Marker dargestellt und können in der Karte gesetzt werden. Kulturdenkmale ohne Bild sind mit einem blauen Marker gekennzeichnet, Kulturdenkmale mit Bild mit einem grünen Marker.
- Offizielle Bezeichnung: Bezeichnung des Kulturdenkmales
- Beschreibung: die Beschreibung des Kulturdenkmales
- Bild: ein Bild des Kulturdenkmales

## Sachgesamtheiten
| Objekt-ID      | Lage                                       | Offizielle Bezeichnung | Beschreibung | Bild            |
| -------------- | ------------------------------------------ | ---------------------- | --- | --------------- |
| 40651 Wikidata | Kirchensteig (54° 44′ 18″ N, 8° 55′ 48″ O) | Kirche Stedesand       | Aktualisierung vorgesehen - Begründung: geschichtlich, künstlerisch, städtebaulich, Kulturlandschaft prägend - Schutzumfang: Kirche mit Ausstattung, Glockenhaus, Kirchhof, Grabmale bis 1870, Feldsteinwall | Fotos hochladen |

## Bauliche Anlagen
| Objekt-ID     | Lage                                        | Offizielle Bezeichnung       | Beschreibung | Bild            |
| ------------- | ------------------------------------------- | ---------------------------- | --- | --------------- |
| 5836          | Dorfstraße 3 (54° 44′ 15″ N, 8° 55′ 54″ O)  | Wohn- und Wirtschaftsgebäude | Wohn- und Wirtschaftsgebäude; ca. 1938; eingeschossiger Backsteinbau über t-förmigem Grundriss, pfannengedecktes Schopfwalmdach, Backsteinziergliederung, Wohnteil mit Zwerchhaus, Stallteil mit verbrettertem Drempel - Begründung: geschichtlich, städtebaulich - Schutzumfang: gesamtes Objekt - Denkmaltyp: Bauliche Anlage                  | BW              |
| 5832          | Dorfstraße 17 (54° 44′ 16″ N, 8° 55′ 30″ O) | Uthländisches Haus           | Uthländisches Haus; ca. Mitte 19. Jh.; eingeschossiger, langgestreckter Backsteinbau unter reetgedecktem Walmdach, über dem Wohnteil Zwerchhaus mit Heuluke, westlich kleiner ehem. Wirtschaftsteil mit rundbogiger Stalltür - Begründung: geschichtlich, Kulturlandschaft prägend - Schutzumfang: gesamtes Objekt - Denkmaltyp: Bauliche Anlage | BW              |
| 5136 Wikidata | Kirchensteig (54° 44′ 18″ N, 8° 55′ 48″ O)  | Kirche mit Ausstattung       | Alteintragung (Aktualisierung vorgesehen) - Begründung: geschichtlich, künstlerisch, städtebaulich - Schutzumfang: Kirche mit Ausstattung, Glockenhaus - Denkmaltyp: Bauliche Anlage, Sachgesamtheit: Kirche Stedesand | Fotos hochladen |
| 5828 Wikidata | Zum Bahnhof 1 (54° 44′ 15″ N, 8° 55′ 6″ O)  | Bahnhof                      | Bahnhof; von 1887, Stellwerksanbau von 1906; zweigeschossiger Flachsatteldachbau mit eingeschossigem Stellwerksanbau, Ziegelfassade mit historistischer Gliederung; mit Zubehör und technischer Ausstattung - Begründung: geschichtlich, technisch, Kulturlandschaft prägend - Schutzumfang: gesamtes Objekt - Denkmaltyp: Bauliche Anlage       | BW              |

## Gründenkmale
| Objekt-ID      | Lage                                       | Offizielle Bezeichnung | Beschreibung | Bild |
| -------------- | ------------------------------------------ | ---------------------- | --- | ---- |
| 19341 Wikidata | Kirchensteig (54° 44′ 18″ N, 8° 55′ 51″ O) | Kirchhof               | Alteintragung (Aktualisierung vorgesehen) - Begründung: geschichtlich, Kulturlandschaft prägend - Schutzumfang: Kirchhof, Grabmale bis 1870, Feldsteinwall - Denkmaltyp: Gründenkmal, Sachgesamtheit: Kirche Stedesand | BW   |

## Quelle
- Liste der Kulturdenkmale in Schleswig-Holstein – Kreis Nordfriesland (PDF)